# Mendaro
Mendaro é um município da Espanha na província de Guipúscoa, comunidade autónoma do País Basco, de área 25,39 km² com população de 1720 habitantes (2007) e densidade populacional de 63,13 hab/km².

## Demografia
| Variação demográfica do município entre 1991 e 2004 | Variação demográfica do município entre 1991 e 2004 | Variação demográfica do município entre 1991 e 2004 | Variação demográfica do município entre 1991 e 2004 |
| --------------------------------------------------- | --------------------------------------------------- | --------------------------------------------------- | --------------------------------------------------- |
| 1991                                                | 1996                                                | 2001                                                | 2004                                                |
| 1453                                                | 1308                                                | 1444                                                | 1587                                                |